# جان باودن
جان باودن (انگلیسی: Jon Bowden؛ زادهٔ ۲۱ ژانویهٔ ۱۹۶۳) بازیکن فوتبال اهل بریتانیا است.
از باشگاه‌هایی که در آن بازی کرده‌است می‌توان به باشگاه فوتبال اولدهام اتلتیک، باشگاه فوتبال روچدیل، باشگاه فوتبال پورت ویل، و باشگاه فوتبال ورکسام اشاره کرد.